# Alonso Gómez de Sandoval
Alonso Gómez de Sandoval (Córdoba, 30 de julio de 1713-Córdoba, 28 de octubre de 1801) fue un arquitecto, escultor y retablista español. Es considerado el escultor más representativo de la ciudad en la segunda mitad del siglo XVIII.

## Biografía

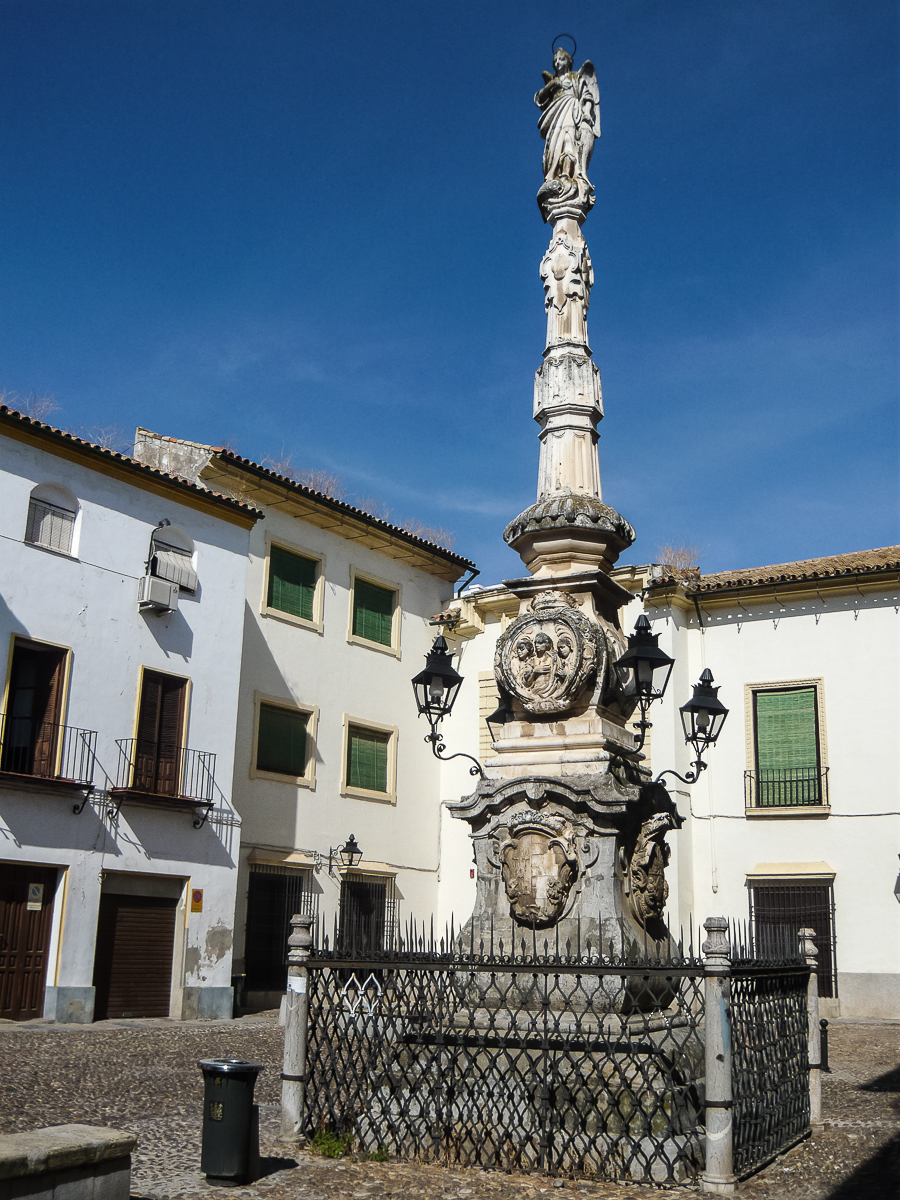
Triunfo de San Rafael de la plaza de los Aguayos realizado por Gómez de Sandoval en 1764 a instancias de la condesa de Hornachuelos.

Alonso nació el 30 de julio en Córdoba y fue bautizado el 7 de agosto en la basílica de San Pedro, siendo sus padres Francisco Gómez y María de Sandoval y Rojas. A pesar de que comenzó como acólito en el convento de los trinitarios, su vocación era artística, por lo que en una de las visitas del obispo de Córdoba en 1730, fue enviado a estudiar Dibujo y pronto comenzó a recibir encargos y obtener celebridad en la ciudad.
El 27 de marzo de 1743 contrajo matrimonio con Juana Josefa de la Cruz García en la parroquia del Sagrario de la Mezquita-catedral, con quien tendría tres hijos: Rafaela, José Francisco y María Encarnación. En la década de 1740 el Cabildo catedralicio puso en marcha un proyecto para ejecutar el coro de la Mezquita-catedral, llegando en 1745 a recabar numerosos dibujos y bocetos de múltiples artistas españoles como Gómez de Sandoval y Tomás Jerónimo Pedrajas, a quienes encarga modelar dos sillas en barro. A pesar de que el proyecto finalmente fue adjudicado al sevillano Pedro Duque Cornejo, Gómez de Sandoval estuvo muy vinculado al trabajo, hecho que se demuestra en las cuentas de fábrica de la catedral, donde aparece un pago en 1757 que se le hizo por dos bancos que realizó, aún conservados y que servían para colocar los ciriales.
El 31 de marzo de 1763 su mujer Juana falleció. El 8 de septiembre de 1764 volvió a contraer matrimonio en segundas nupcias con una adinerada dama cordobesa, Teresa de Góngora y Barroso, con la que tendría cuatro hijos apadrinados por Damián de Castro, célebre platero y orfebre cordobés. En 1772 fue nombrado arquitecto mayor de la Mezquita-catedral de Córdoba y ese mismo año realizó la tasación del retablo de la ermita de Villaviciosa, valorándolo en 2.000 reales de vellón.
El 14 de octubre de 1801 hizo testamento y mandó ser enterrado con el hábito de los trinitarios descalzos. El 28 de ese mismo mes falleció y fue sepultado en la iglesia de los padres de Gracia. El 10 de febrero de 1802 se produjo el inventario de sus bienes.

## Obras

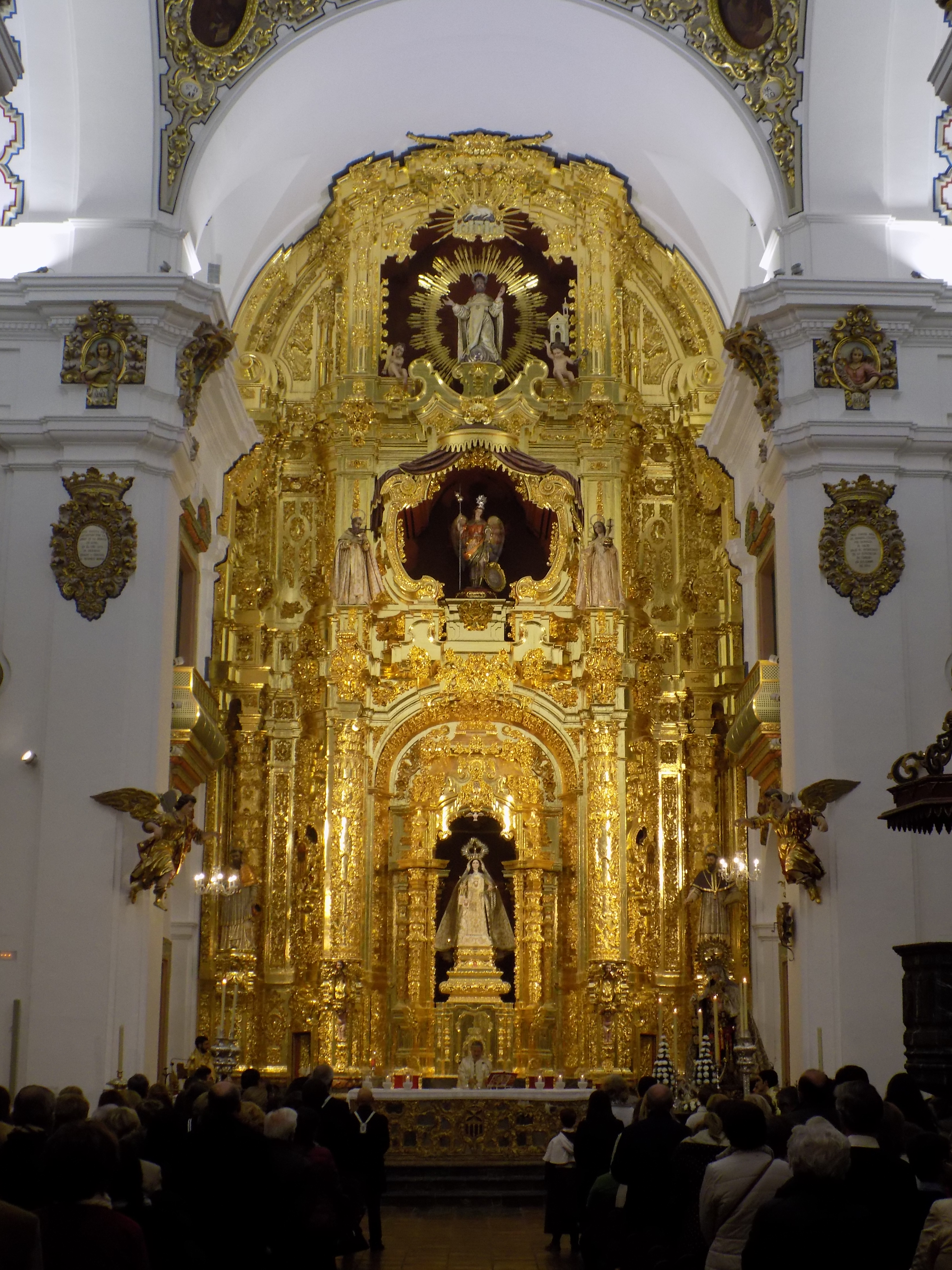
Réplica del retablo de 1771 del palacio de la Merced que fue inaugurado en 2014 tras perderse en un incendio en 1978.

| Año  | Obra |
| ---- | --- |
| 1735 | Imagen de San Rafael de la iglesia del Juramento. |
| 1738 | Retablo de la capilla de San Antonio de la Mezquita-catedral de Córdoba.                                                                               |
| 1750 | Retablo en mármol de Nuestra Señora del Socorro de Ánimas de la iglesia de la Compañía.                                                                |
| 1760 | Retablo en mármol y camarín de la capilla de Nuestra Señora del Rosario de la iglesia conventual de San Pablo.                                         |
| 1760 | Retablo de la capilla del Santísimo Sacramento y Santos Mártires de la iglesia de San Pedro.                                                           |
| 1764 | Triunfo de San Rafael ubicado en la plaza de los Aguayos y mandado por la condesa de Hornachuelos.                                                     |
| 1765 | Imágenes para la capilla del Sagrario de la iglesia de la Magdalena.                                                                                   |
| 1765 | Virgen de la Aurora del hospital de Santa Brígida en Aguilar de la Frontera.                                                                           |
| 1770 | Los carmelitas descalzos le encargaron una imagen de Santa Teresa, la Virgen del Carmen que preside el retablo mayor y un nuevo Triunfo de San Rafael. |
| 1770 | Retablo de la ermita de la Virgen de la Estrella de Villa del Río.                                                                                     |
| 1771 | Retablos de San Martín y Santa Bárbara de la capilla del Palacio episcopal.                                                                            |
| 1771 | Retablo mayor del convento de Nuestra Señora de la Merced.                                                                                             |
| 1771 | Retablo mayor de la iglesia de la Magdalena. |
| 1771 | Retablo mayor de la iglesia de Santa María de Trassierra.                                                                                              |
| 1773 | Medallón del Martirio de San Pelagio del seminario de San Pelagio.                                                                                     |
| 1780 | Retablo e imagen titular del colegio de Santa Victoria.                                                                                                |
| 1790 | Retablo y sillería de la parroquial de Fernán Núñez.                                                                                                   |